# Пенегаген
Пенегаген (нім. Peenehagen) — громада в Німеччині, розташована в землі Мекленбург-Передня Померанія. Входить до складу району Мекленбургіше-Зенплатте. Складова частина об'єднання громад Зенландшафт-Варен.
Площа — 54,58 км2. Населення становить 1067 ос. (станом на 31 грудня 2020).